# Notícias do Reino
Notícias do Reino (Kingdom News, em inglês) é o título genérico de uma série de tratados ou mensagens breves que as Testemunhas de Jeová distribuem esporadicamente em campanhas de alcance mundial. Estas campanhas são notáveis devido à enorme quantidade de exemplares distribuídos ao público, alcançando literalmente uma faixa significativa da população mundial.

## Publicações das Testemunhas de Jeová
As Testemunhas de Jeová usam como sua editora legal a Sociedade Torre de Vigia de Bíblias e Tratados, sediada nos Estados Unidos e com filiais em mais de uma centena de países da Terra. Esta Sociedade, já centenária, tem produzido, impresso, traduzido e distribuído milhares de milhões de peças de literatura sob os mais diversos formatos, onde expõem as doutrinas que seguem e que afirmam ser baseadas na Bíblia. Algumas destas publicações tornaram-se notáveis especialmente pela sua antiguidade em edição consecutiva, tal como acontece com as revistas A Sentinela e Despertai!. Outras edições são particularmente marcantes pelo número de cópias produzidas, tal como acontece com a versão da Bíblia que produziram, a Tradução do Novo Mundo das Escrituras Sagradas, ou de livros e brochuras que alcançaram centenas de milhões de exemplares, tal como o livro A Verdade Que Conduz à Vida Eterna ou as brochuras Viva Para Sempre em Felicidade na Terra! e O Que Deus Requer de Nós? que já foram traduzidas em perto de 300 idiomas.

## TratadosNotícias do Reino
Esporadicamente, quando o Corpo Governante das Testemunhas de Jeová entende ser oportuno, é produzida informação com o objetivo de ser distribuída num determinado período de tempo, tentando alcançar o maior número possível de pessoas. Usualmente, o formato destas edições é um tratado, opúsculo ou folheto, com apenas duas ou quatro páginas.
A enorme quantidade de exemplares destes pequenos tratados, usualmente de quatro páginas com ilustrações a cores, distribuídos por milhões de voluntários, em menos de um mês, em mais de duzentos países ou regiões autônomas, representa um notável exemplo de organização internacional.

### O primeiro exemplar
Em 15 de março de 1918, a Sociedade Torre de Vigia lançou um tratado do tamanho dum jornal de duas páginas, que designou de Notícias do Reino nº 1. Trazia a manchete "Intolerância Religiosa — Perseguidos os Seguidores do Pastor Russell por Falarem a Verdade ao Povo — Tratamento dos Estudantes da Bíblia cheira à 'Era do Obscurantismo'." Este tratado expunha o que os Estudantes da Bíblia, como então eram conhecidas as Testemunhas de Jeová consideravam ser uma ação persecutória movida pelo clero das religiões ditas cristãs, contra os seus membros na Alemanha, Canadá e Estados Unidos. Foram distribuídos milhões de exemplares.

### Mais recentemente
Oitenta anos depois da publicação do primeiro destes folhetos volantes de grande tiragem e distribuição pontual, em 1998, foi lançado o Notícias do Reino nº 35 intitulado: "Haverá algum dia amor entre todas as pessoas?". Cerca de 400.000.000 de exemplares desse tratado foram impressos em 166 línguas.
Durante os meses de outubro e novembro de 2000, foram distribuídos mundialmente cerca de meio bilhão, ou seja 500.000.000, de tratados Notícias do Reino nº 36, em 189 línguas. Este tratado era intitulado "O novo Milênio — O que você pode esperar do futuro?" e foi distribuído por cerca de 6 milhões de publicadores voluntários das Testemunhas.

### Notícias do Reino nº 37
Durante os dias 16 de outubro a 12 de novembro de 2006, as Testemunhas de Jeová em toda a Terra empenharam-se na distribuição do mais recente destes tratados, o Notícias do Reino nº 37 com o tema: "O fim da religião falsa está próximo!". Trata-se de uma informação em vários idiomas que, conforme mencionado na primeira página, é assumidamente 'uma mensagem para o mundo inteiro'.
Voltando a um discurso direto e frontal, o tratado explica o que é a religião  falsa do ponto de vista da Bíblia. Segundo ela, é possível reconhecer a Religião Verdadeira, os adoradores de Jeová, pelos seus frutos, dando o tratado três exemplos: a intromissão na guerra e na política, a divulgação de doutrinas falsas e a tolerância para com o sexo imoral. Mostrando como as Testemunhas de Jeová são diferentes e realmente entendem a Bíblia, diferente das religiões falsas.
O tratado passa então a expressar o conceito de que a religião falsa será aniquilada às mãos dos governantes políticos, segundo a interpretação que as Testemunhas fazem dos quadros simbólicos apresentados no livro bíblico de Revelação ou Apocalipse, capítulos 17 e 18, onde se descreve uma prostituta ricamente vestida montando uma fera cor de escarlate com sete cabeças e dez chifres. Na sequência do relato bíblico, esta fera mata e devora quem antes a montava, ou seja, a referida prostituta cujo nome misterioso é "Babilônia, a Grande". Segundo o entendimento das Testemunhas, a fera representa todos os governos terrestres e a prostituta enquadra-se no conjunto de todas as religiões mundiais que se intrometeram e tentaram controlar o poder que, finalmente, se virará contra elas.
Na última página do referido tratado, apresentam-se os frutos que, segundo as Testemunhas, a religião verdadeira deveria possuir, nomeadamente, a demonstração de amor sem divisórias nacionais e raciais, a confiança absoluta na Bíblia como a Palavra de Deus e o fortalecimento das famílias pela promoção de elevados padrões de conduta moral. Como seria de esperar, o tratado expressa a ideia de que apenas as Testemunhas de Jeová se enquadram em todos estes parâmetros.

## Títulos dos tratados Notícias do Reino
Alistam-se em seguida todos os tratados designados Notícias do Reino e que as Testemunhas distribuíram desde 1918:
- 1918

nº 1 - Religious intolerance — Pastor Russell's followers persecuted because they tell the people the truth — Treatment of Bible Students smacks of the Dark Ages (Intolerância religiosa — Perseguidos os seguidores do Pastor Russell por falarem a verdade ao povo — Tratamento dos Estudantes da Bíblia cheira a 'Era do Obscurantismo')
nº 2 - "The Finished Mystery" and why suppressed — Clergymen take a hand ("O Mistério Consumado" e por que foi suprimido — Clérigos tomam parte)
nº 3 - Two great battles raging — Fall of autocracy certain — Satanic strategy doomed to failure — The birth of Antichrist (Duas grandes batalhas em acção — Certa a queda da autocracia — Destinada a fracassar a estratégia satânica — O nascimento do Anticristo)
- 1939

nº 4 - Attempt to wreck Garden Assembly — The facts (Tentativa de interromper a Assembléia no Garden — Os factos)
nº 5 - Can religion save the world from disaster? (Pode a religião salvar o mundo da catástrofe?)
- 1940

nº 6 - (Londres) Which will give you freedom? Religion or Christianity? (O que lhe proporcionará liberdade? A Religião ou o Cristianismo?)
nº 6 - Time of darkness — Isaiah 60:2 (Tempo de trevas — Isaías 60:2)
nº 7 - Do you condemn or wink at unspeakable crimes? (Condenas ou toleras crimes terríveis?)
nº 7 - (Londres) Religionists devise mischief to destroy christians (Religiosos tramam ardil para destruir os cristãos)
- 1941

nº 8 - If the Bill becomes Law (Se o Projecto-Lei for aprovado)
nº 8 - (Londres) Jehovah’s mandate to his servants; Witness against papal Rome, Nazism, Fascism—enemies of Christianity (O mandato de Jeová aos seus servos; Testemunhem contra a Roma papal, o Nazismo, o Fascismo — Inimigos do Cristianismo)
nº 9 - (Londres) Where does the Church of Scotland stand? (Em que posição se encontra a Igreja da Escócia?)
nº 9 - Victories in your defense (Vitórias em sua defesa)
- 1942

nº 10 - Life in the new earth under new heavens (A vida na nova terra sob novos céus)
nº 11 - The people have a right to good news now (O povo tem direito a boas novas agora)
- 1943

nº 12 - The last war wins peace eternal (A última guerra conquista a paz eterna)
- 1944

nº 13 - Education for life in the New World (Educação para viver no Novo Mundo)
nº 14 - Overcoming fear of what is coming on the Earth (Vencer o temor do que está para sobrevir à Terra)
- 1946

nº 15 - World conspiracy against the truth (Conspiração mundial contra a verdade)
- 1973

nº 16 - Esgota-se o tempo para a humanidade?
nº 17 - Tem a religião traído a Deus e o Homem?
- 1974

nº 18 - Governo de Deus, é a favor dele — ou é contra ele?
nº 19 - É a vida só isso?:
- 1975

nº 20 - Como lhe agradariam algumas Boas Notícias?
nº 21 - Seu futuro — Incerto? Ou seguro?
- 1976

nº 22 - Como se acabará com o crime e a violência
nº 23 - Por que há tanto sofrimento — Se Deus se importa?
- 1977

nº 24 - A família — Pode ela sobreviver?
- 1978

nº 25 - Por que existimos?
nº 26 - Alívio da tensão — É possível?
- 1979

nº 27 - O que aconteceu ao amor?
- 1980

nº 28 - Há esperança para acabar com a inflação, a doença, o crime, a guerra?
- 1981

nº 29 - É realmente possível levar uma vida feliz?
nº 30 - Está o planeta Terra à beira do desastre?
- 1982

nº 31 - Aproxima-se o Armagedom?
- 1983

nº 32 - Uma família unida e feliz — Qual é o segredo?
- 1985

nº 33 - A vida — Qual a sua origem? A evolução ou a criação?
- 1995

nº 34 - Por que a vida é tão cheia de problemas?
- 1997

nº 35 - Haverá algum dia amor entre todas as pessoas?
- 2000

nº 36 - O novo Milênio — o que você pode esperar do futuro?
- 2006

nº 37 - O fim da religião falsa está próximo!
- 2013

nº 38 - Será Que os Mortos Podem Voltar a Viver?

### Sites oficiais das Testemunhas de Jeová
- (em português) - Site oficial das Testemunhas de Jeová
- (em português) - Tradução do Novo Mundo das Escrituras Sagradas Bíblia on-line